# Daxiang
Der Stadtbezirk Daxiang (chinesisch 大祥区, Pinyin Dàxiáng Qū) ist ein Stadtbezirk der chinesischen Provinz Hunan, der zum Verwaltungsgebiet der bezirksfreien Stadt Shaoyang gehört. Er hat eine Fläche von 214,7 km² und zählt 343.800 Einwohner (Stand: Ende 2018).

## Administrative Gliederung
Auf Gemeindeebene setzt sich der Stadtbezirk aus sechs Straßenvierteln, zwei Großgemeinden und vier Gemeinden zusammen. 